# A láthatatlan ember (film, 1933)
A láthatatlan ember (eredeti cím: The Invisible Man) 1933-ban készült fekete-fehér amerikai klasszikus horrorfilm James Whale rendezésében. A forgatókönyv H. G. Wells azonos című regénye alapján készült. A főszereplőt Claude Rains alakítja, rendezte James Whale.

## Cselekmény
Dr Jack Griffin feltalálta a láthatatlanság szérumát. A fáslival betekert fejű és sötét napszemüveget viselő tudós egy kis angol faluba megy, és megpróbálja eltitkolni felfedezését. Ugyanaz a szer ami láthatatlanná tette, egyre szörnyűbb tettek elkövetésére sarkallja...

## Szereplők
- Claude Rains – Dr. Jack Griffin
- Gloria Stuart – Flora Cranley
- William Harrigan – Dr Arthur Kemp
- Henry Travers – Dr Cranley